# 사법적극주의
사법적극주의(judicial activism)은 법해석과 판결에 있어서 법문언에만 그치치 않고 정치적 목표나 사회정의 실현 등을 염두에 둔 적극적 법형성 내지 법창조를 강조하는 태도를 말한다.
이 용어와 관련해 미국에서는 판사가 법을 해석하고 판결을 내릴때 특정 결과를 염두에 두어 판사 개인의 정치적인 목표달성을 꾀하는 것을 비판적으로 일컫는 의미로도 사용한다. 가장 대표적인 예가 미국 대법원 판사의 위헌 결정인데 판례가 법적인 구속력을 가지는 미국에서 위헌결정은 법을 제정하는 것과 같은 효력을 가져 비판을 불러오고 있다.
한편, 사법적극주의는 또다른 의미로 입법부 내지 행정부와의 관계라는 맥락에서 사용되는데, 입법부나 행정부의 입법 활동에 대해 적극적으로 심사하여 위헌 내지 무효로 판결하여 사법적 통제의 강도를 높이는 태도를 사법적극주의라고도 부른다. 이러한 경우, 정부나 의회가 보수적이라면 사법적극주의의 태도를 취하는 법원은 진보 성향을 갖게 되고, 정부나 의회가 진보적이라면 사법적극주의의 태도를 취하는 법원은 보수 성향을 갖는다. 예를 들어, 뉴딜 정책 등 당시로서는 진보적인 성향의 입법을 추진했던 루즈벨트 대통령에 맞서, 진보 법안의 위헌 선언을 곧잘 이끌었던 올드 코트(Old Court)는 보수 성향을 띠었다. 이에 반해, 워렌 연방대법원장 시기의 미 연방대법원은 뉴 코트(New Court)로 인종분리법안 위헌 판결 등을 비롯해 진보적인 성향의 사법적극주의를 펼쳤다.

## 같이 보기
- 사법심사
- 사법소극주의

## 참고 문헌
- 임지봉, 사법적극주의와 사법권, 철학과현실사, 2004. ISBN 8977754763